# Nagybaracska
Nagybaracska je obec v Maďarsku v župě Bács-Kiskun v okrese Baja.

## Poloha
Nagybaracska leží na jihu Maďarska. Prochází jím silnice z Baji do srbského Somboru, vzdáleného 43 kilometrů. Baja je vzdálena asi 17 km.

## Galerie

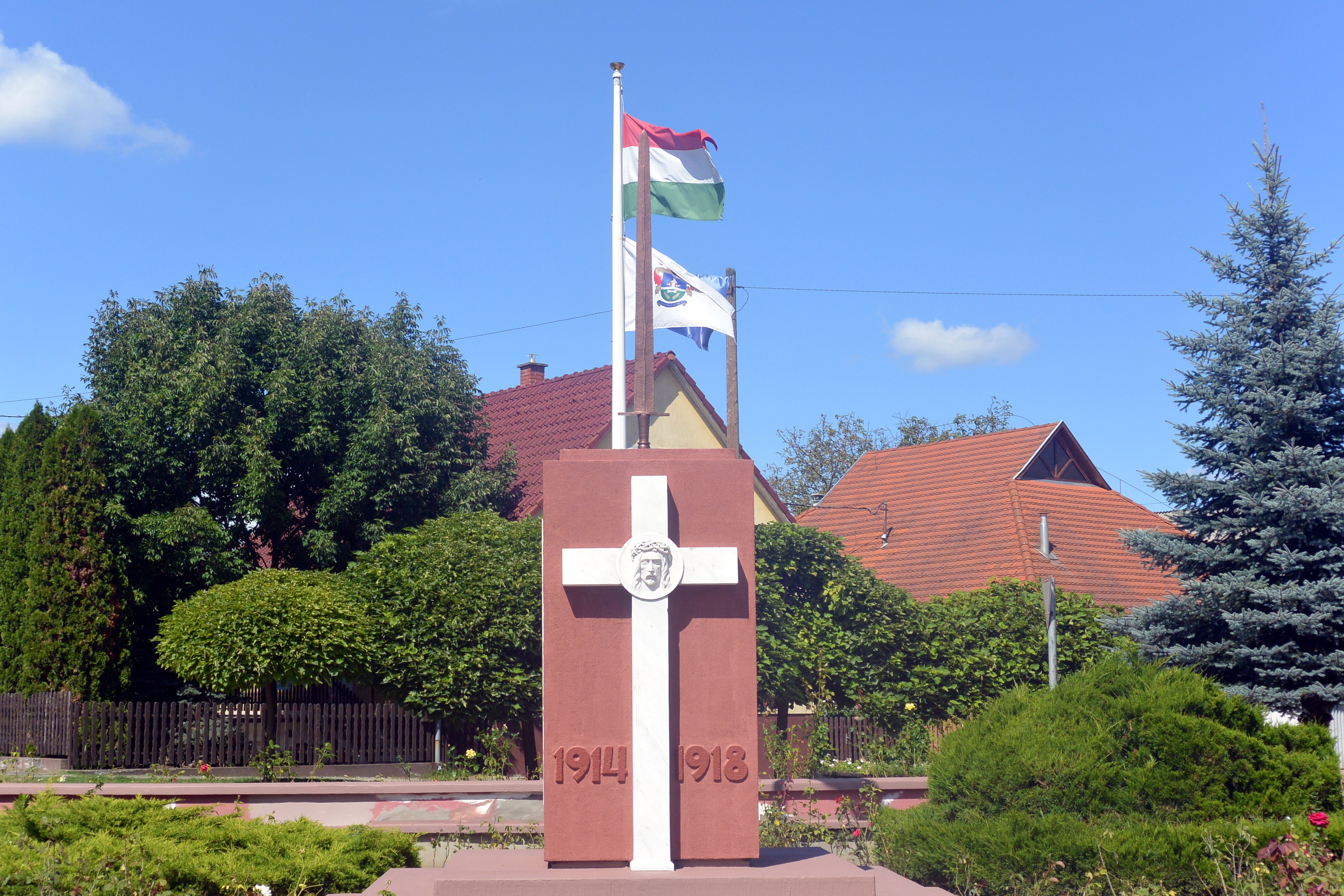
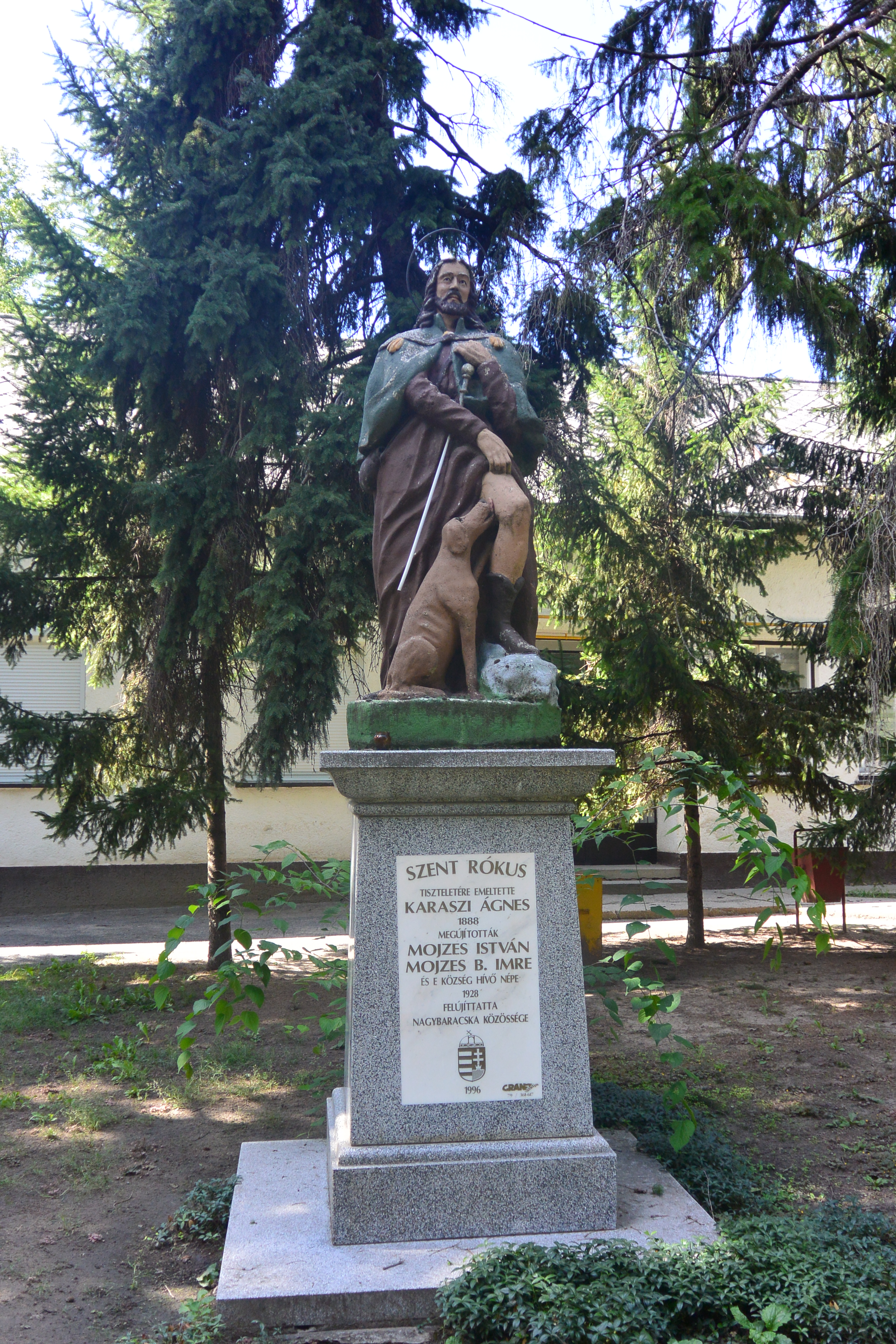